# Manuel Troyano
Manuel Troyano y Riscos (Ronda, 1843-Madrid, 1914) fue un periodista y político español, senador y diputado en las Cortes de la Restauración.

## Biografía
Nacido en 1843 en la localidad malagueña de Ronda, fue redactor de La Nueva Prensa y posteriormente de El Imparcial, además de colaborador de La Lectura, Nuevo Mundo (1897) y El Fénix de su localidad natal, entre otras publicaciones.  como La Iberia, El Globo y ABC.

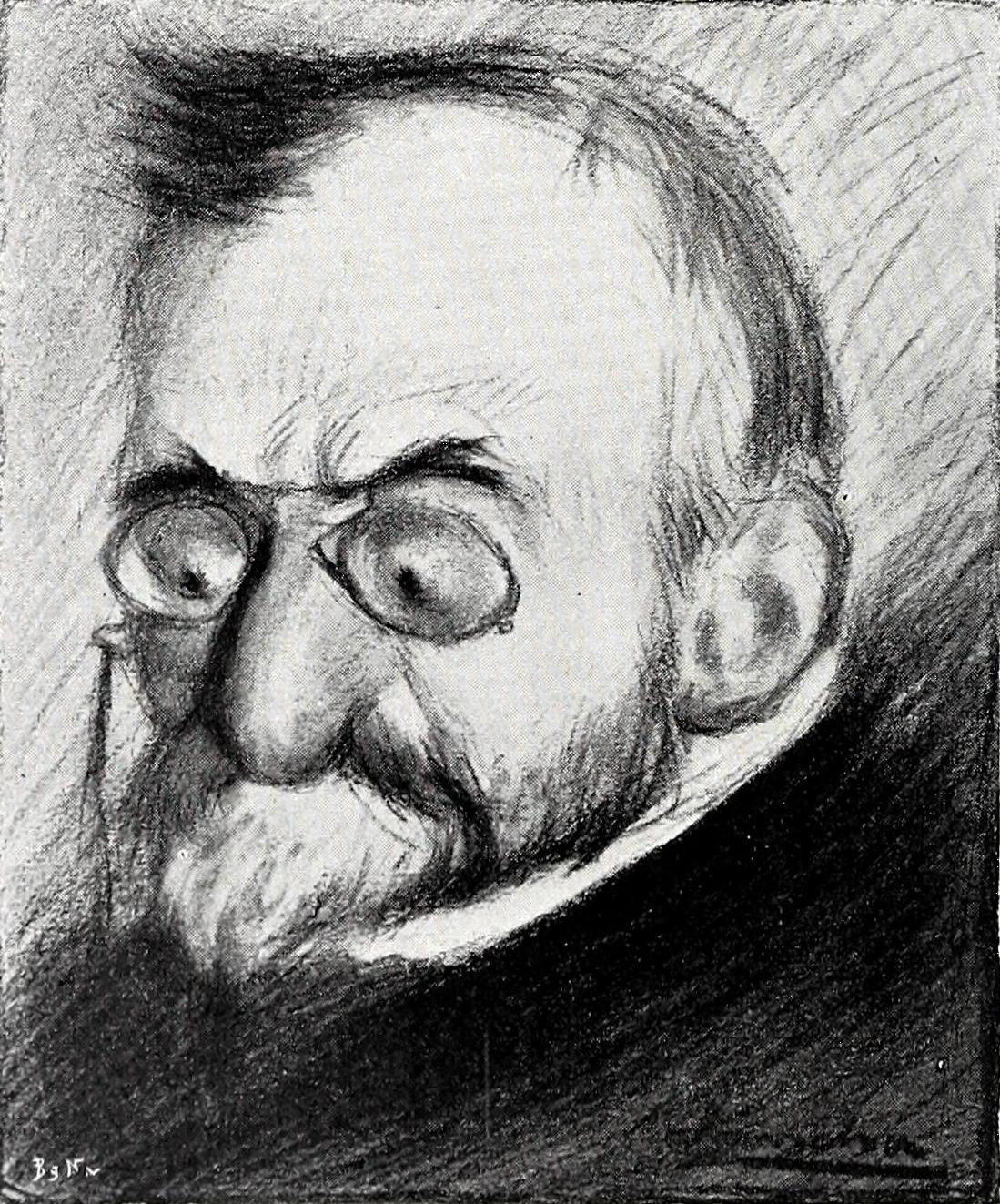
Retratado por Sancha (1900)

En 1878 publicó La Turquía, su pasado y su presente compendio de la historia del imperio otomano y reseña de su estado político y social.
Como político obtuvo escaño de diputado a Cortes en las elecciones de 1898 por el distrito de La Habana, en Cuba, y, unos años más tarde, sería senador por la Sociedad Económica de Sevilla, entre 1905 y 1907. Fue amigo de Emilio Castelar.
Se desempeñó como consejero de Instrucción pública. En 1903 abandonó las tareas periodísticas, volviendo sin embargo a ellas en 1904 para dirigir el diario madrileño España.
En 1908 fue uno de los fundadores de Faro, junto a Ortega y Gasset, Luis Bello y Bernardo Rengifo. Fallecido el 1 de agosto de 1914 en Madrid, fue enterrado en el cementerio de San Lorenzo.